# 頭社公廨

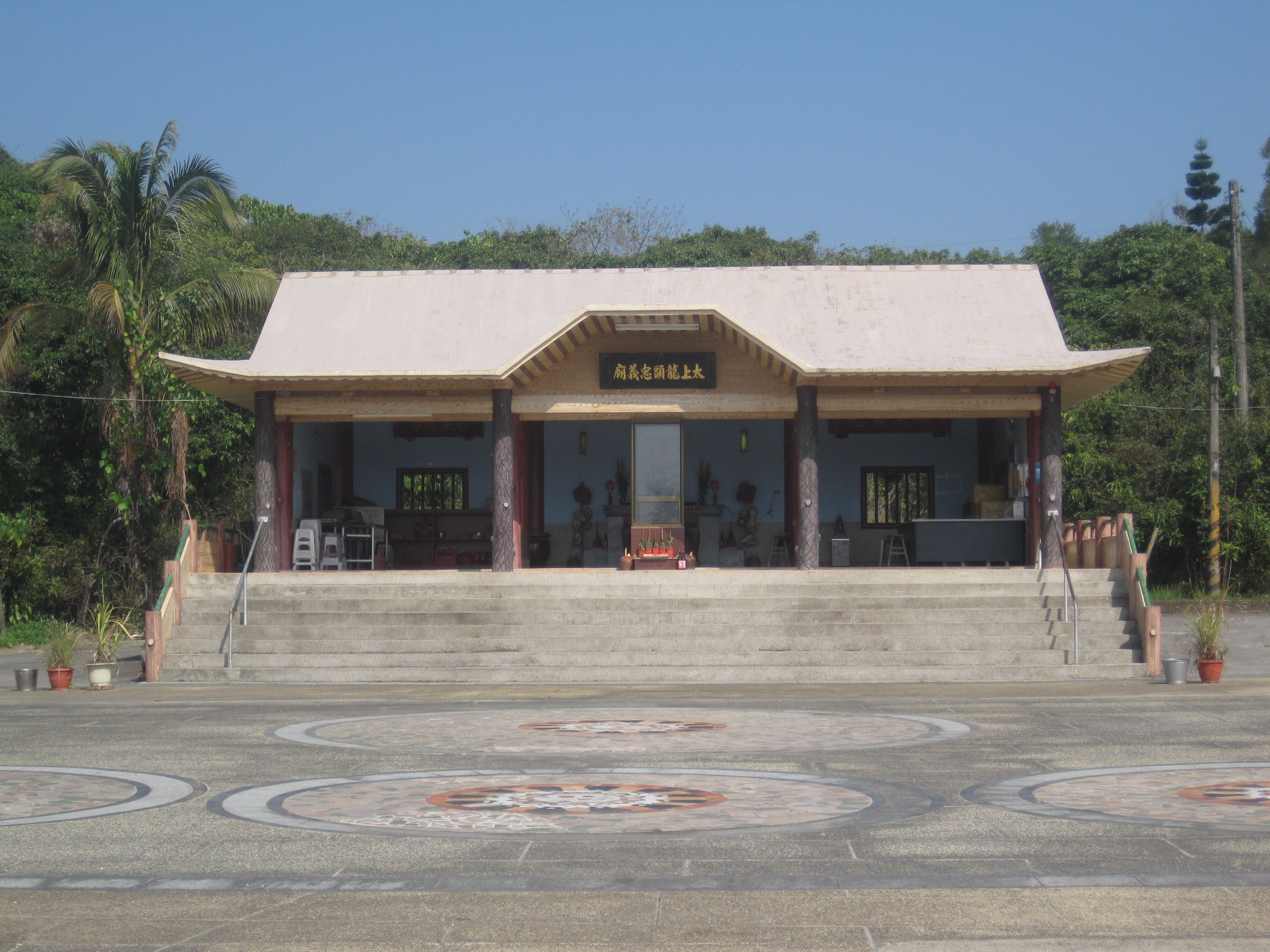
頭社公廨 （太上龍頭忠義廟）

頭社公廨，現稱太上龍頭忠義廟。位於臺南市大內區頭社里，為臺灣原住民平埔族西拉雅族的公廨，現在廟的主體為1983年時興建。祭神「太上老君」，原名阿立祖。:92以每年十月十四日起的平埔夜祭聞名。據吳新榮於1953年採訪大內鄉時鄉中耆老羅清順的說明，頭社是由新港、目加溜灣、麻豆、蕭壠四社社民移來建設。祭神「太上老君」，原名阿立祖。:92在劉還月《南瀛平埔誌》及凃順從的《南瀛公廨誌》中皆將頭社公廨歸入目加溜灣社。:54:160
頭社公廨距離頭社聚落北方約二、三百公尺遠，傳說原因是因阿立祖喜清潔，不喜人間煙火及紛鬧，社人乃將公廨建於離部落一段距離路程之所。:55

## 歷史
1875年2月，俄羅斯海軍軍人保羅·伊比斯（П.И. Ибиса）曾到過頭社，他形容此處是「完全隱藏於竹林和檳榔園間的大村莊」，伊比斯並見到類似寺廟的場所。一處位於村裡，牆上掛有鹿角，兩側置有兩支鐵茅和幾副鹿骨頭，上面掛滿彩色的石頭。據說這些法物已有三百多年的歷史。法物前端則有供品：裝水的小罐、盛三燒的小玻璃杯子和一束束檳榔。另一處則位於村莊後方，在四面敞開的棚屋中央，頭骨就綁在柱子上。每一個平埔人每月要向這些頭骨獻祭兩次。:106
早期的頭社公廨為茅草屋頂，在昭和十三年（1938年）淺井惠倫拍攝的照片中，仍顯示為茅草屋頂。
而在民國五十一年（1962年）劉斌雄〈臺灣南部地區平埔族的阿立祖信仰〉一文中，說明頭社公廨原本的茅草木柱草房，曾在日治時期末期毀過一次，在戰後重建，由於青年層的主張改為磚房，神壇增高，加上水泥製神桌。:29:159
二次大戰後，頭社社眾曾集議建磚柱瓦屋為公廨，然而阿立祖叫巫者昭告本庄頭人，說明阿立祖不好騷音也不要瓦屋，所以興建成茅屋。在民國四十二年（1953年）11月21日吳新榮與臺南市文獻委員會組長黃典權、《中華日報》記者連景初等人前往大內採訪時，當時頭社公廨仍為茅茸磚柱的家屋。而由於青年輩要求現代化，所以祭壇由地面上升到同桌高，壇前也擺二面桌，而當時公廨還有豬頭骨數個，掛在一支竹竿倚著祭壇，據耆老羅清順言，豬頭骨是代表宰豬的數，每年奉獻的豬數看豬頭骨就可知道。信徒奉獻的豬，要在公廨前屠宰，殺血後以爛泥遍塗豬身，後以稻草烘燒、竹刀刮去豬毛，顯示住民初到臺灣時的原始屠宰法，只是近來改成現代化了。:93
據劉斌雄的調查，民國五十一年（1962年）時的頭社公廨隔成三室，東室屬大山腳村、中室屬頭社村、西室屬交利林村。:30
據陳春木與西德籍鮑克蘭女士在民國六十一年農曆十月十四（1972年12月1日）的採訪，頭社公廨於民國六十年（1971年）10月把茅草屋頂換蓋為水泥瓦，牆壁也加高一臺尺，裝上電燈及自來水。並留有大內鄉第五屆鄉長楊清水所贈「大哉神恩」牌匾。當時祭壇高四臺尺，並掛有「蕭壠太上老君」旗，祭壇上除供奉壺外，已出現觀音佛祖、王爺等神像，為村民近幾年來從別處廟宇請來。:57
民國七十二年（1983年），公廨委員陳進都等委員們前往國父紀念館參觀後，仿該館外觀雇工規劃設計，並配合信徒村民集資重建為現狀。但仍維持三面壁、無廟門（三川門）的公廨傳統造型特徵；將水泥柱、欄杆和屋頂，漆成竹子、木板或茅草的顏色，並以高台屋方式興建，表徵延續傳統古法。

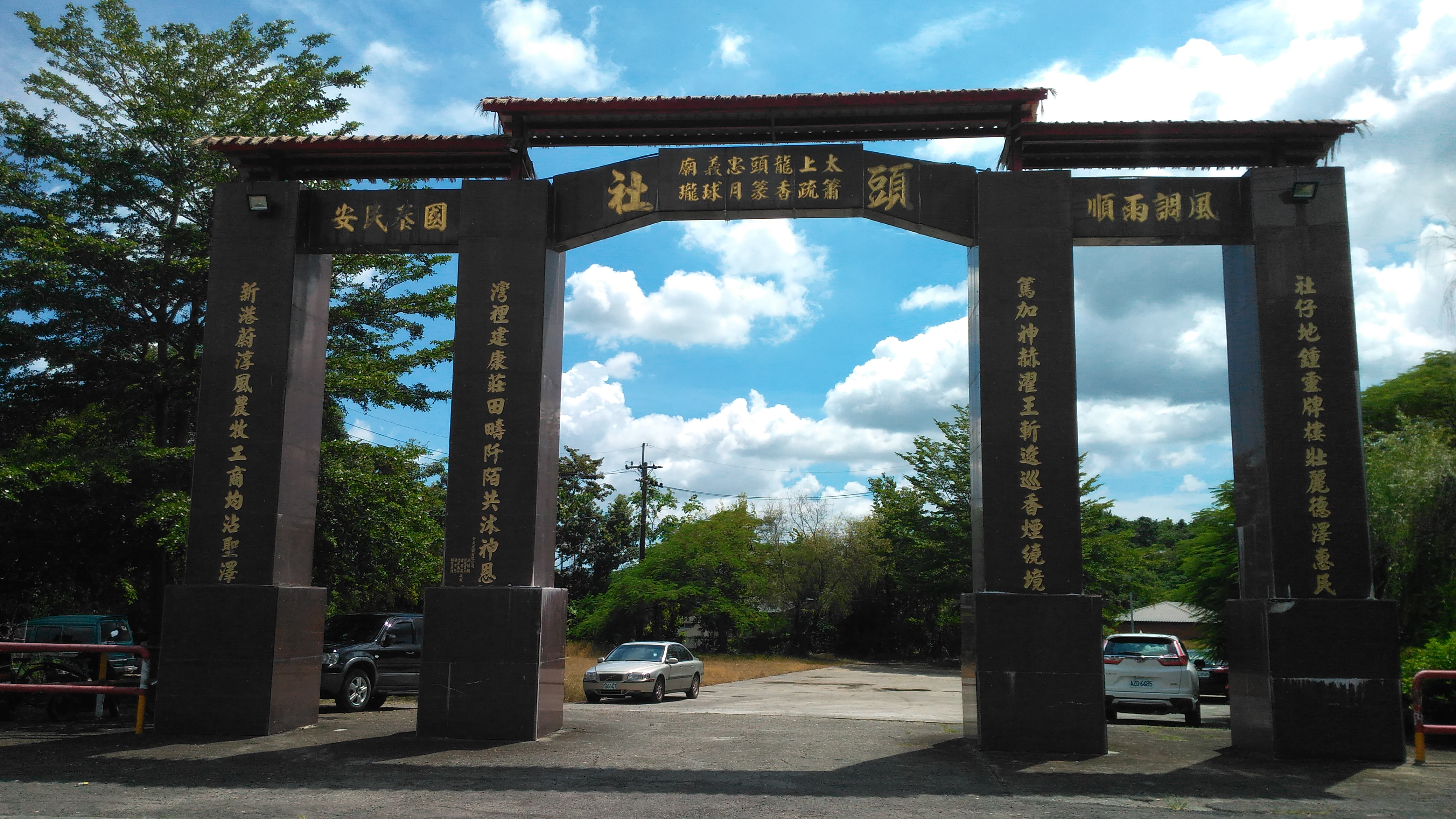
頭社公廨前入口牌坊，1995年完工。

在1983年重建頭社公廨時，雖曾有人建議以公廨來命名，但因礙於當時內政部所規定之寺廟登記法令，並無公廨之名，必須以某某廟名來稱呼。最後只好經由太祖指示，定名為「太上龍頭忠義廟」，並正式登記。:80之所以公廨廟名出現「龍頭」二字，據1995年公廨委員陳進都表示，係十八年前，該廟尚未建成水泥建築外貌時，曾有一位高雄市籍、行動不便的地理師手拿「地龍尺」在廟附近探勘，認為廟宇西側為一龍脈所在地。後來重建時，廟委員會向太祖請示，是否將新廟基地建在龍脈所在。遭太祖起壇指示，若將廟宇建於龍脈，對廟宇本身雖有發展，卻可能對村民不利而拒絕。最後改建於目前廟址。廟名中則以龍脈有關出現「龍頭」。:80-83
早期頭社公廨出入口只有約四米寬的狹窄出入口，時常造成參觀人潮擁擠。民國八十三年（1994年）底，公廨與申久建設公司購置土地，新建出入口牌樓。並將牌樓南側，與隆玉公路（南119線）相鄰土地建為停車場，以供夜祭參觀人潮車輛需要。八十四年（1995年）10月27日下午二時，頭社公廨新建牌樓舉行謝土典禮。:87-88

## 建築

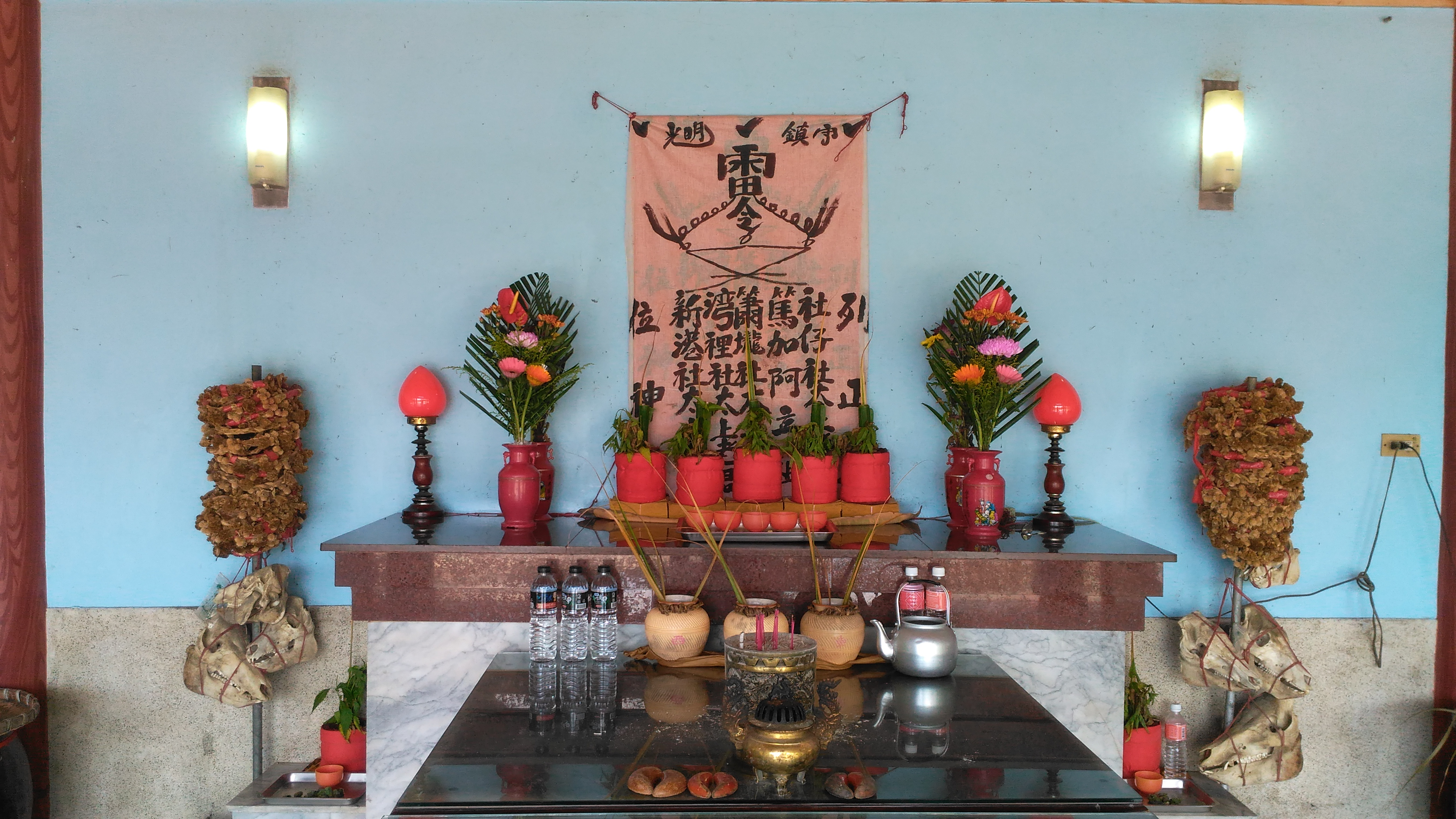
頭社公廨內部令旗

在1962年劉斌雄〈台灣南部地區平埔族的阿立祖信仰〉一文中寫道公廨內分三室，分屬頭社村、大山腳村和交立林村，各有各的祭壇、門口小祭壇和祀壺、向缸。現公廨內架構也是分屬三個部落，然而祭壇經過整合，分為主祭壇、將軍座和門口的兵士座。主祭壇後有太祖令旗，上書寫「社仔社太上老君、篤加阿立祖、蕭壠社太上老君、灣裡太上老君、新港太上老君，列位正神令旗」，祭壇上有五支祀壺，高約十五公分，包裹「官衣」（用紅布包覆），壺口插有澤蘭、菅仔葉、香蕉葉。前有供杯五個，供品為檳榔。:159-165

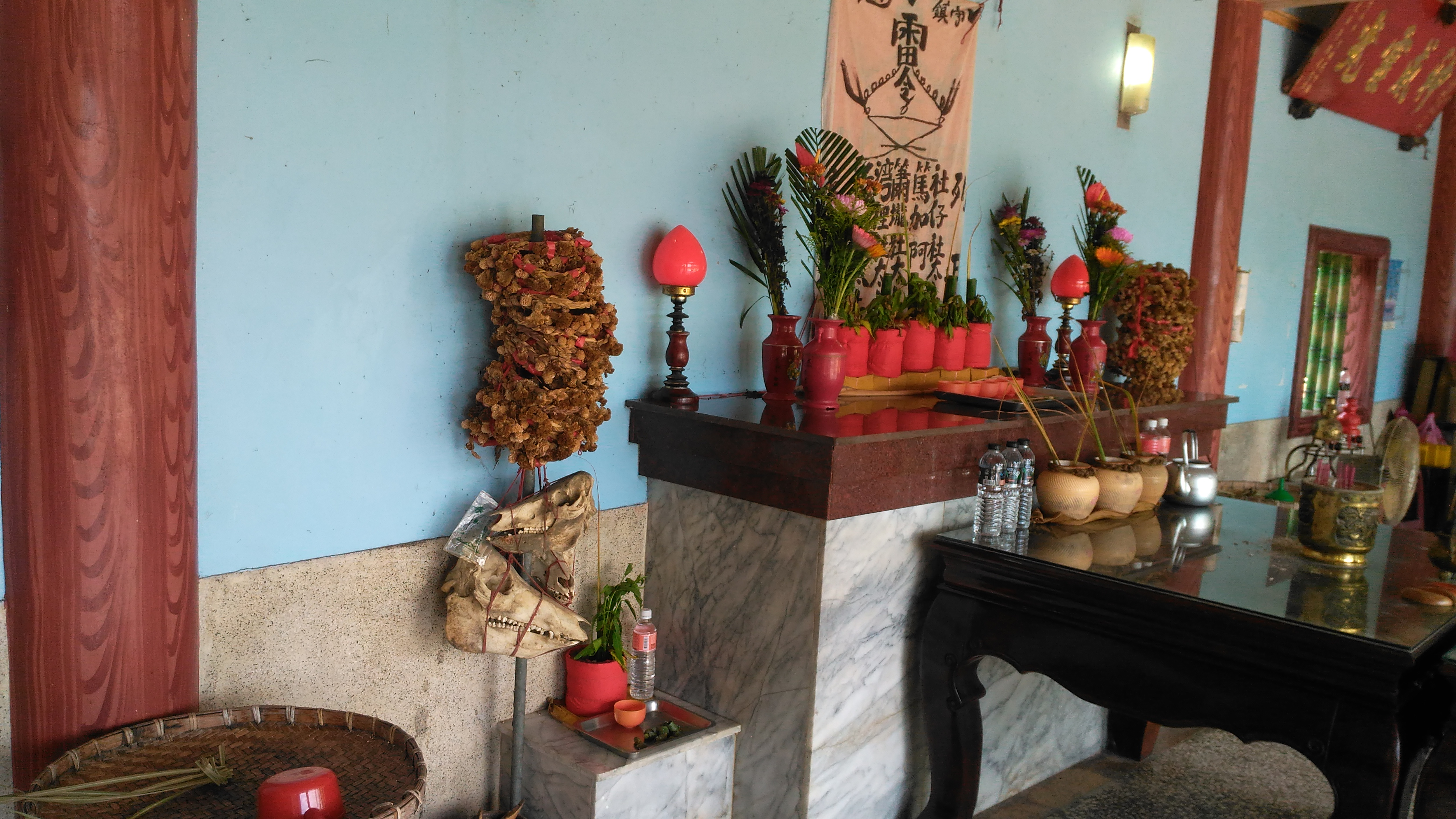
頭社公廨內將軍座與將軍柱

主祭壇旁左右設將軍座，將軍座供奉祀壺一，穿裹「官衣」，上插澤蘭、菅仔葉、香蕉葉。前有供杯一只和供品檳榔。將軍柱材質為鉛管，上绑豬頭殼和去年祭典遺留下的花環。另有甕缸及向缸。:165-166

## 宗教活動
頭社最著名宗教活動為太祖夜祭。於農曆十月十五日為阿立祖誕辰，:57頭社民眾聚集在頭社公廨之前，身穿大白衣，手牽著手，舞蹈歌唱酬神。據吳新榮在1953年採訪的傳說，頭社人先祖渡海來臺時，當時臺灣還沒有米，船內只有老鼠吃剩的栗種。當時船上遇上了大霧，船隻不能進退，忽然天上降下一大白旗，書曰「太上老君」，船就順此大旗航行，最後抵達臺灣。太上老君就是我們的祭神，也有人稱「蕃太祖」，原名「阿立祖」，自此以後每年祭典時，大家都要穿大白衣，手牽著手舞踊歌創酬神，歌中有一首「七年苦旱」，聽著無人不流淚傷心，之後燒棄歌簿而禁唱。:92-93劉斌雄在〈臺灣南部地區平埔族的阿立祖信仰〉記錄1960年代的傳說也是如此。:59-61
1995年起，大內鄉公所及臺南縣政府大規模籌辦活動，成為全國性活動。「大內頭社太祖夜祭」於2008年6月27日依府文資字第0970141209號公告為文化資產，現為臺南市政府無形文化資產「民俗及有關文物-信仰」類。
隨著祭典觀光客增多，出現部分人士轉至附近的埤仔腳公廨（篤加龍和廟）參觀祭典的現象。:63

## 腳註
1. ↑  據劉斌雄〈臺灣南部地區平埔族的阿立祖信仰〉載，1962年時羅清順七十四歲，據說其祖先是從灣裡社遷來的。[5]:32

## 外部連結
- 忠義廟 （页面存档备份，存于），地理資訊科學研究專題中心文化資源地理資訊系統。
- 台南大內頭社平埔族夜祭 追思祖靈（1983-11-21） （页面存档备份，存于），youtube。
- 【神秘西拉雅】前進西拉雅 隱身台南的神秘祭典| 寶島神很大 ep.080 （页面存档备份，存于），youtube。24分16秒起。